# Tyras

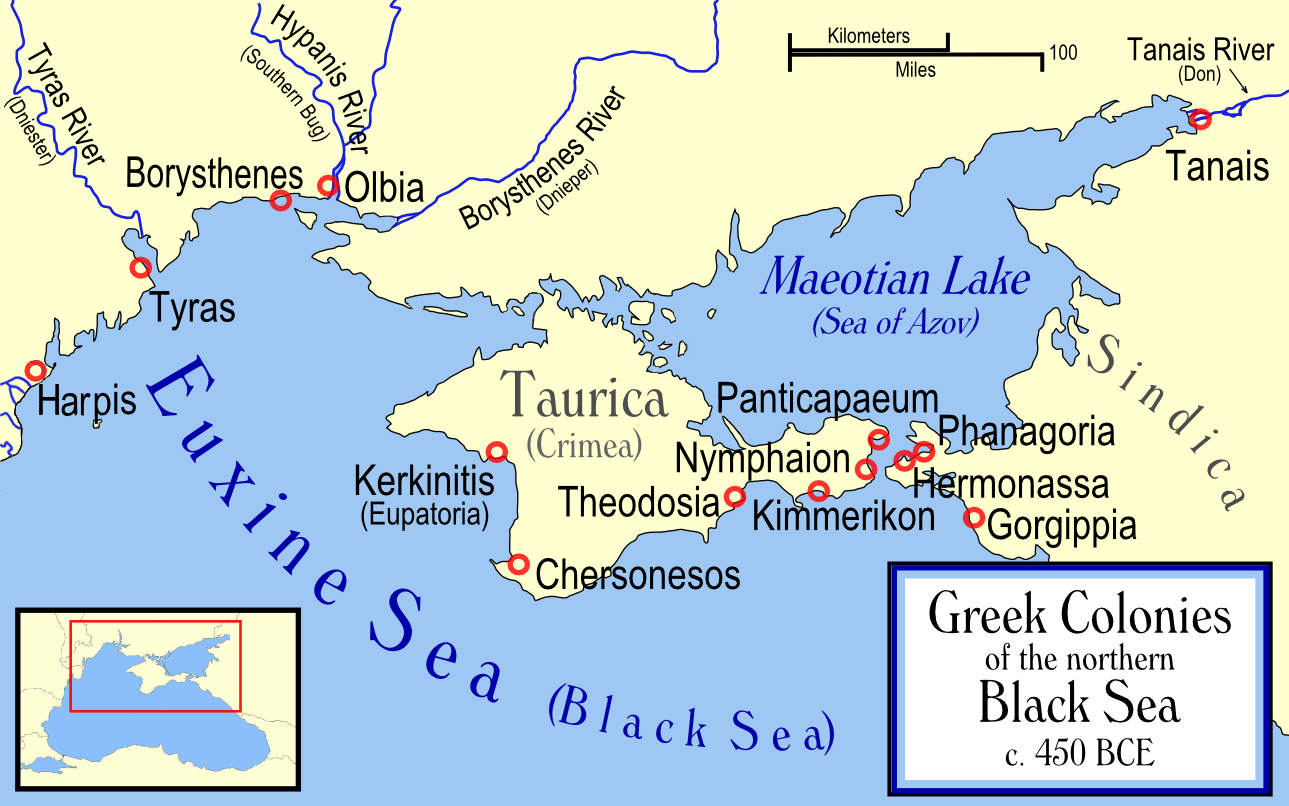
Tyras şi alte colonii greceşti de-a lungul coastei de nord a Mării Negre în secolul al V-lea î.Hr..

Tyras (în greacă Τύρας) a fost o colonie greacă formată de cei din Milet, probabil, în jurul anului 600 î.Hr. A fost situată la circa 10 m de gura de vărsare a Nistrului (Tyras), în zona actualului oraș Cetatea Albă (actualmente în Ucraina).
Denumirea raului Tyras (Nistru) poate proveni si de la personajul biblic, cu acelasi nume. Nepotul lui Noe.
Din Tyras se spune ca se trag popoarele ce se afla pe coastele Mării Cea Mare (Marea Mediterană).

## Date generale
Așezarea nu a avut o importanță mare în vremurile de început, în secolul al II-lea î.Hr. a căzut sub dominația regilor băștinași, ale căror nume apar pe monedele sale. A fost distrusă de geții conduși de Burebista în aproximativ 50 î.Hr.. În 56 d.Hr, se pare că a fost restaurată de către romani și a făcut parte din provincia Moesia Inferior. Există o serie de monede cu capete de împărați de la Domitian la Alexandru Sever. La scurt timp după cel din urmă, a fost distrusă de goți. Guvernarea sa a fost în mâinile a cinci archoni, un Senat, o adunare populară și un grefier. Tipurile de monede ale sale sugerează comerțul cu grâu, vin și pește. Puținele inscripții au, de asemenea, în cea mai mare parte, legătură cu schimburile comerciale. Ruinele sale sunt rare, pentru că situl său a fost acoperit de marea fortăreață medievală Montecastro sau Cetatea Albă. Împăratul bizantin Constantin al VII-lea Porfirogenet, la mijlocul secolului al X-lea, menționa că "Dincoace de fluviul Nipru, înspre partea Bulgariei, lângă malurile fluviului (Nistru), există cetăți părăsite: prima este cetatea numită de pecenegi Aspron (=Albă), deoarece pietrele sale par albe; a doua cetate se numește Tungate, a treia Cracnacate, a patra Salmacate, a cincea Sacarate și a șasea Gieucate"

## Galerie de imagini

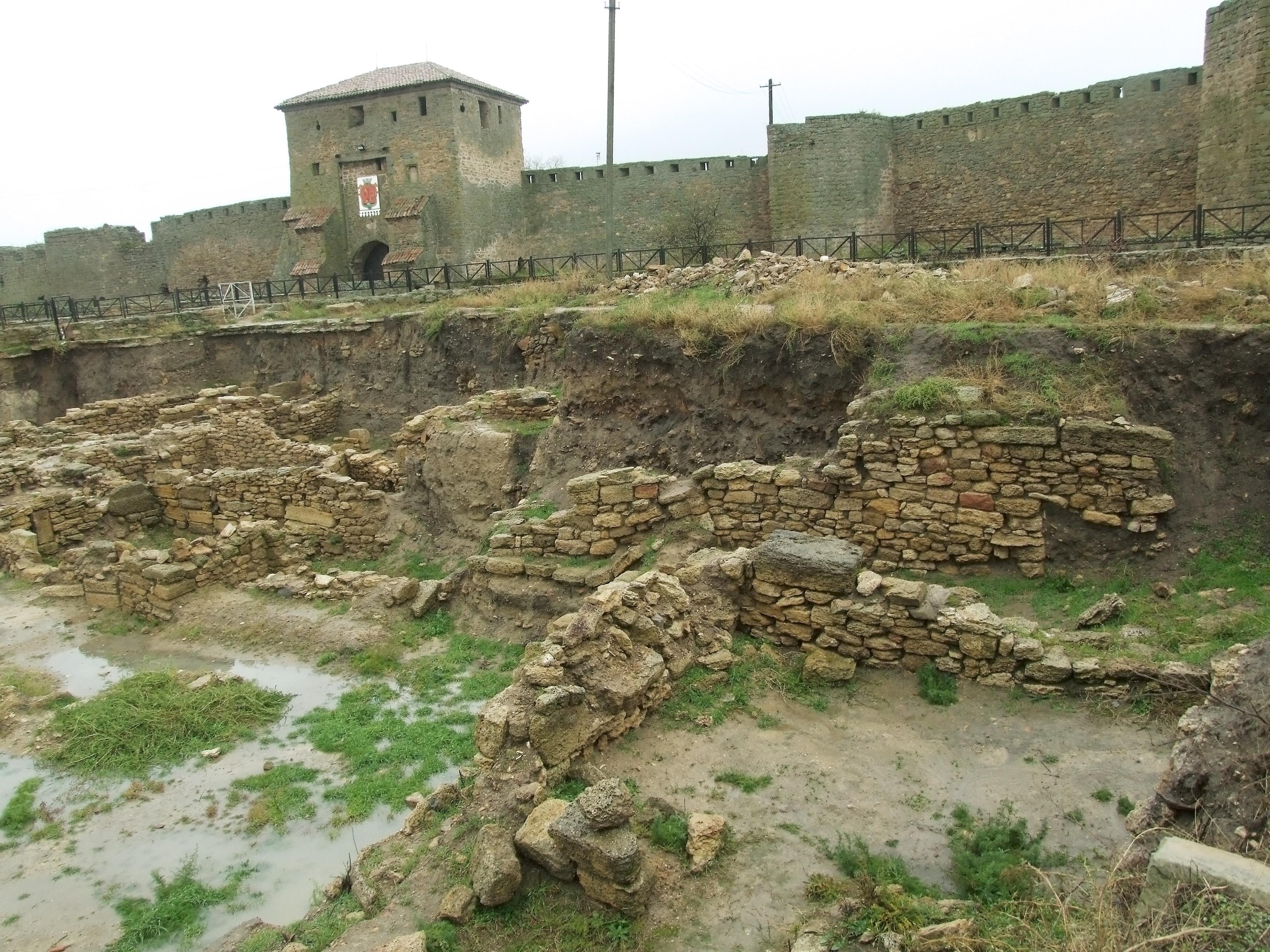
Ruinele așezării sub zidurile Cetății Albe
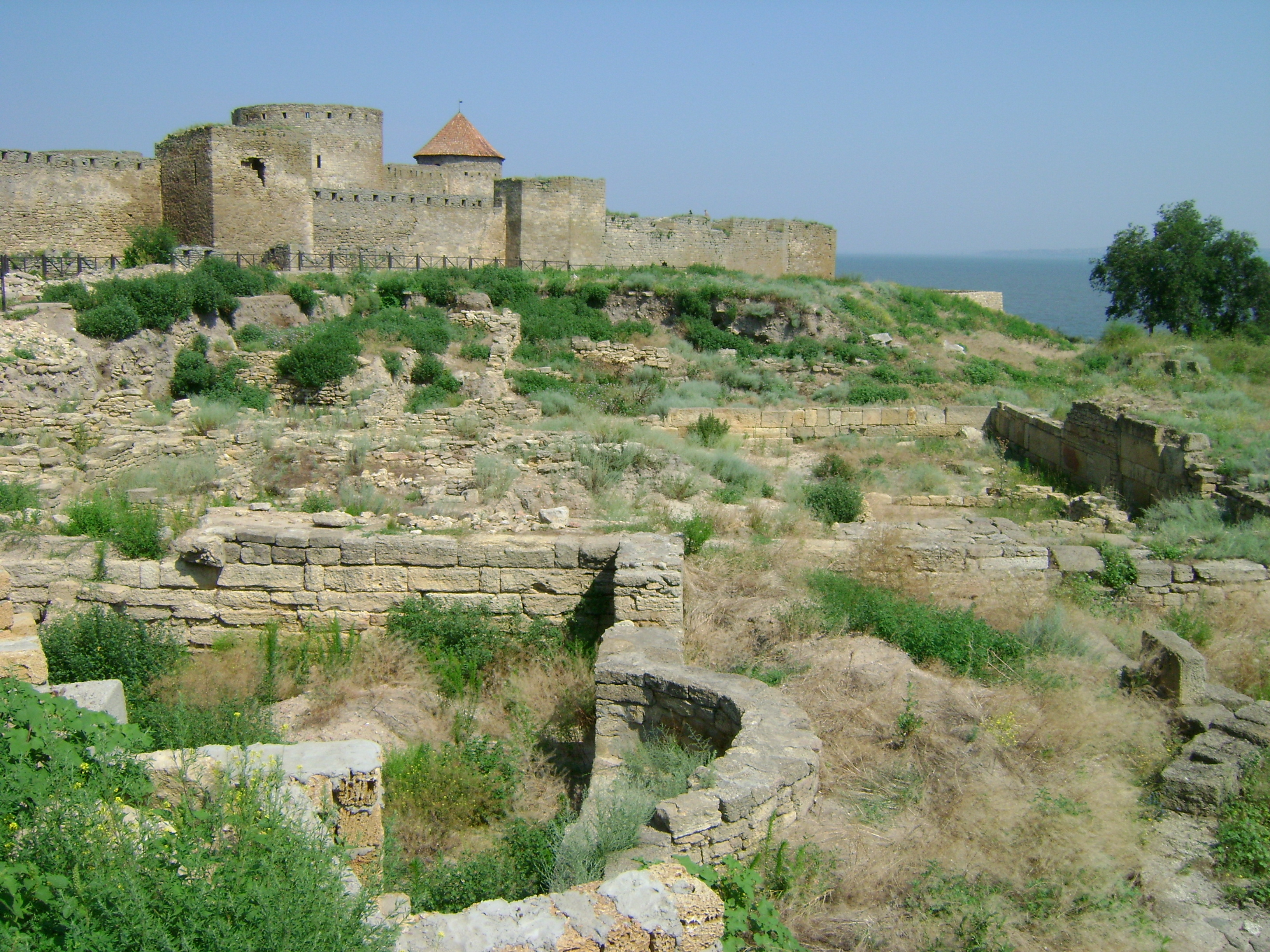
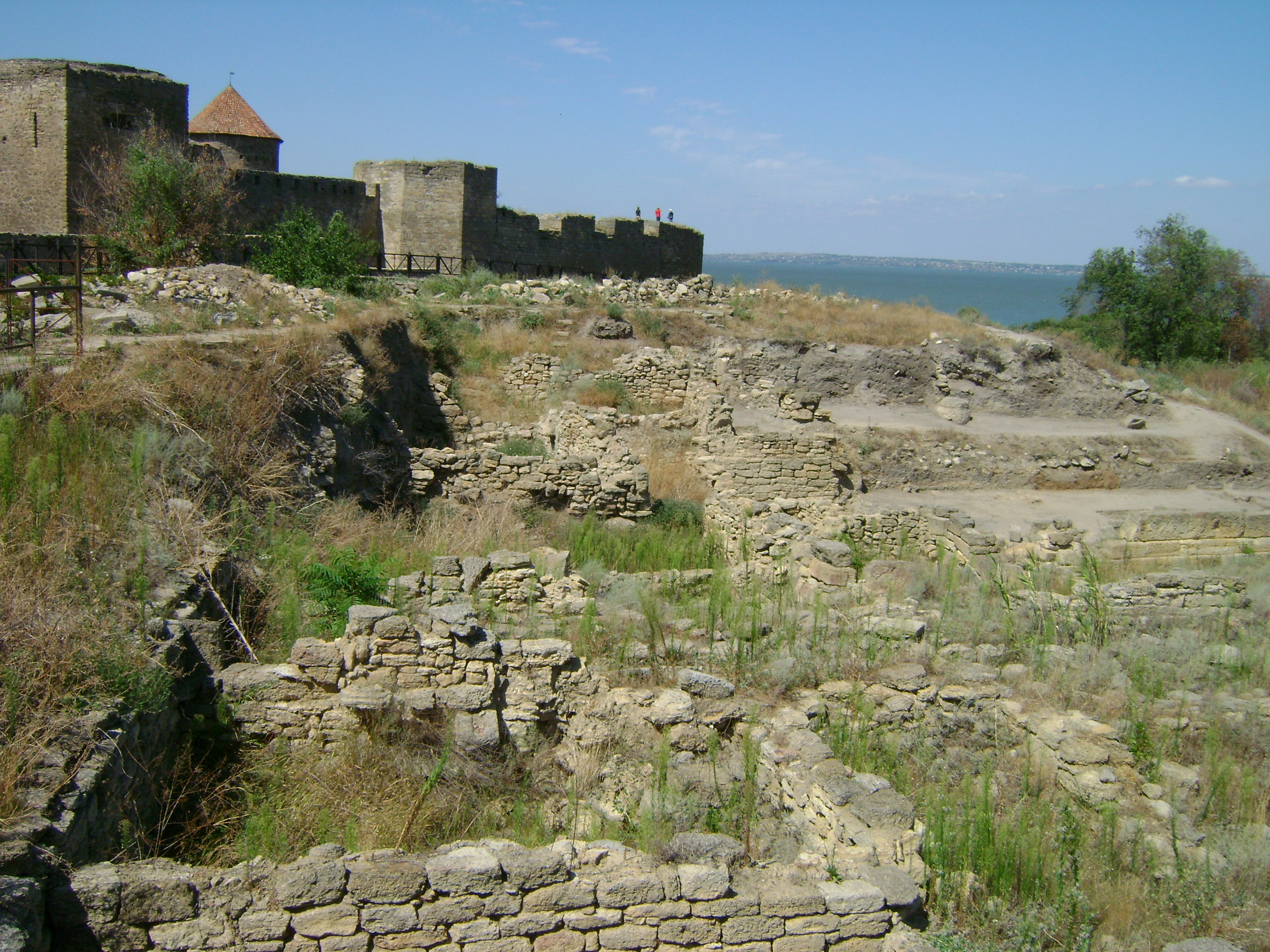
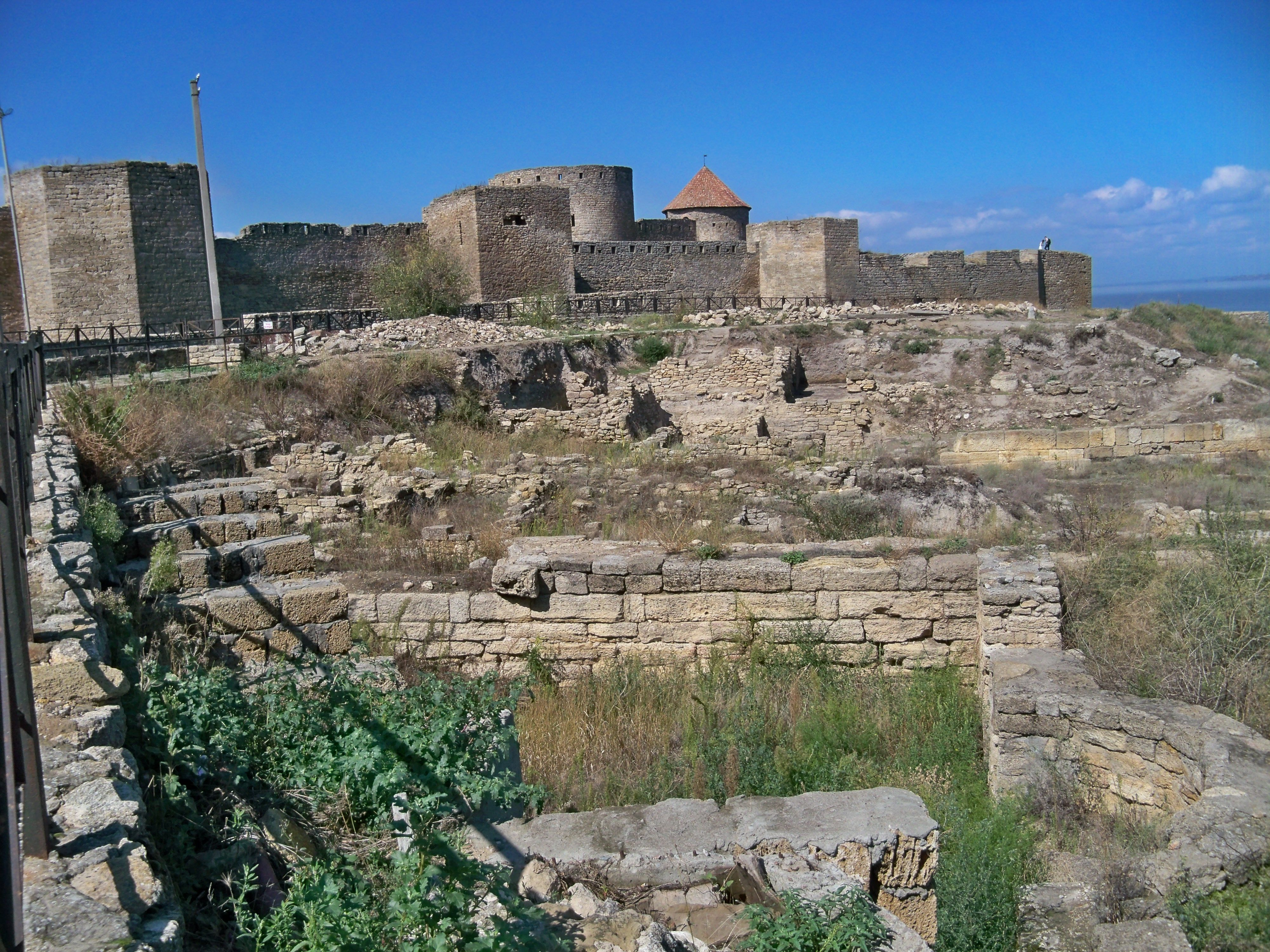
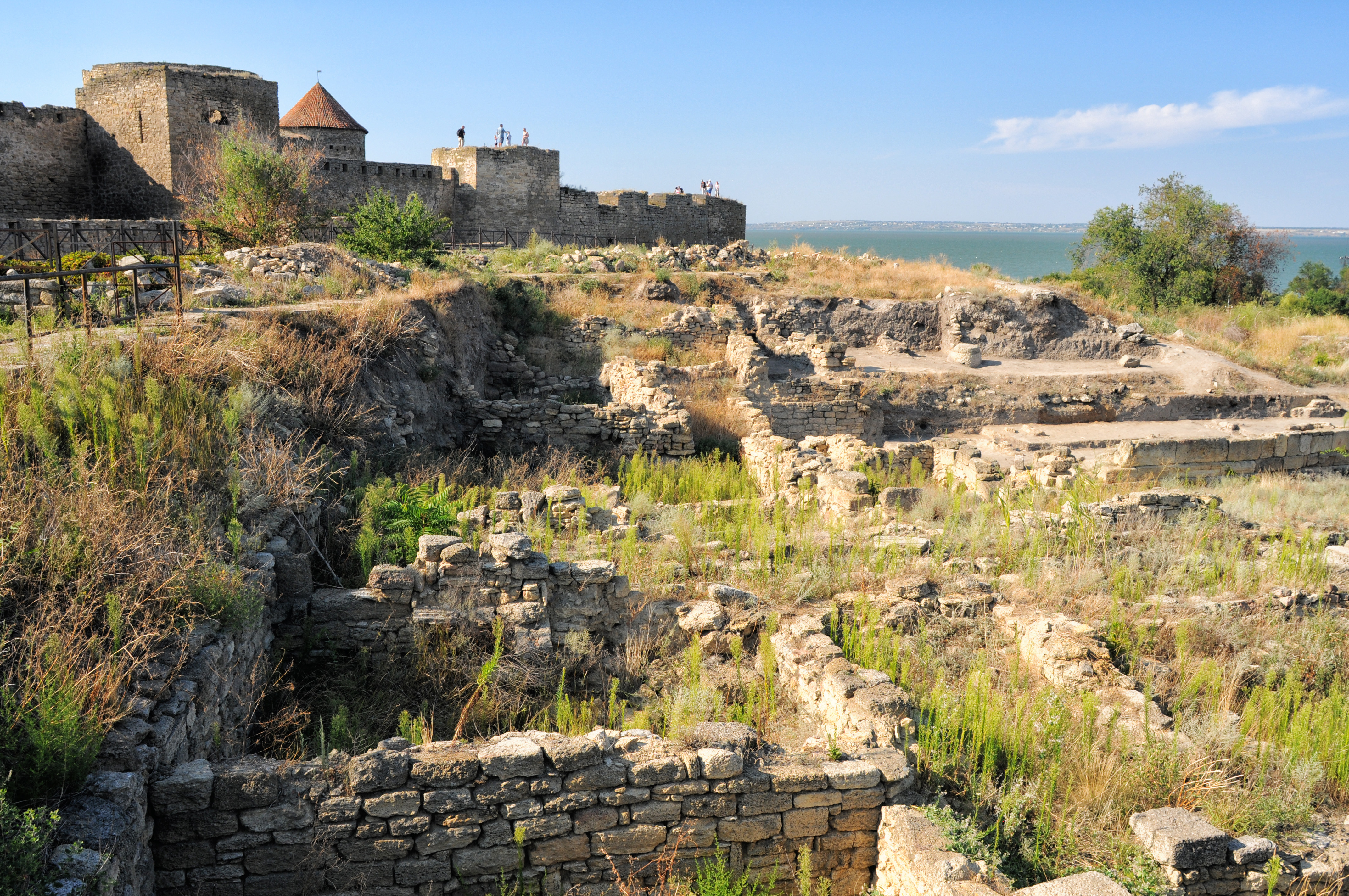
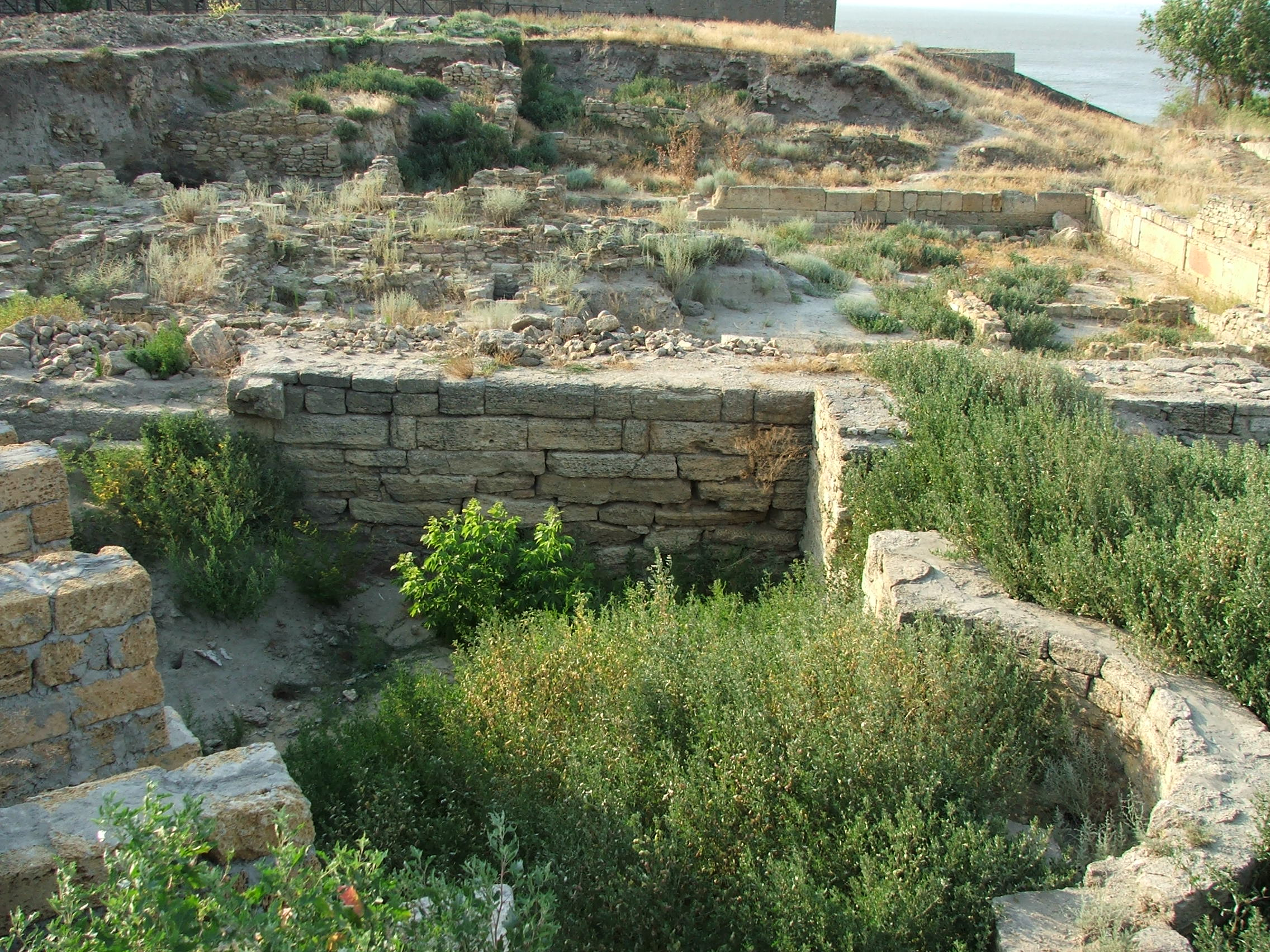
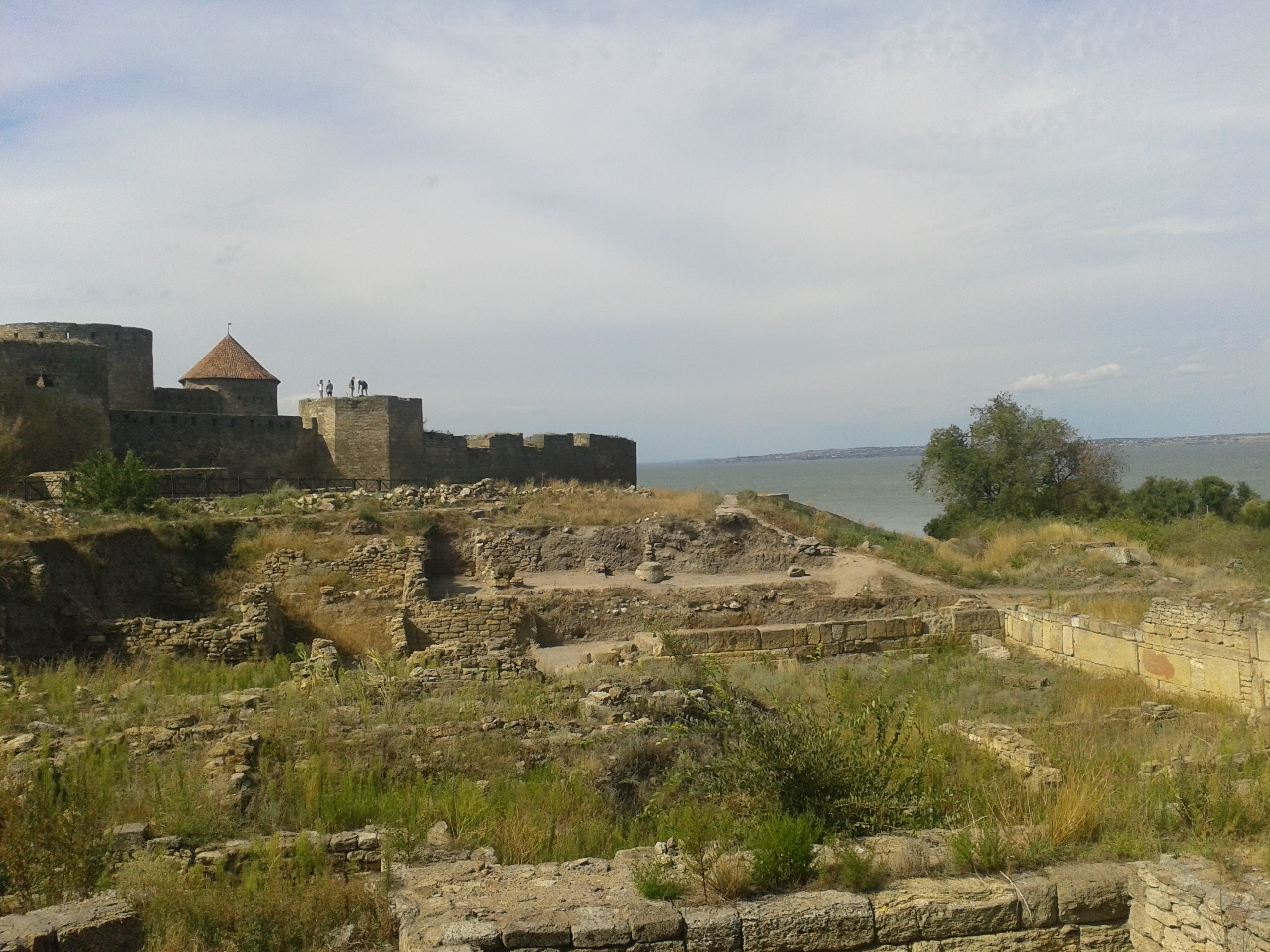
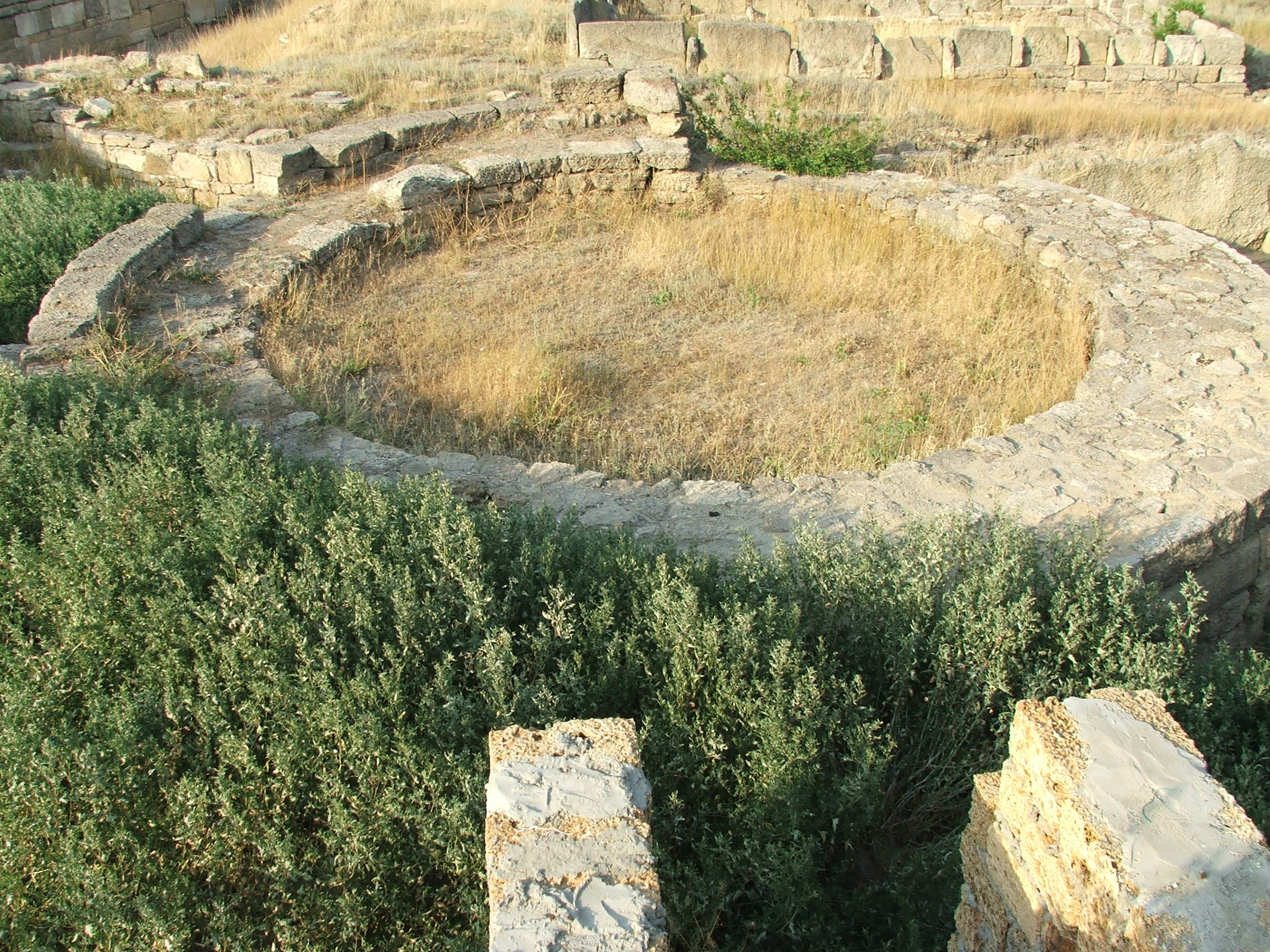
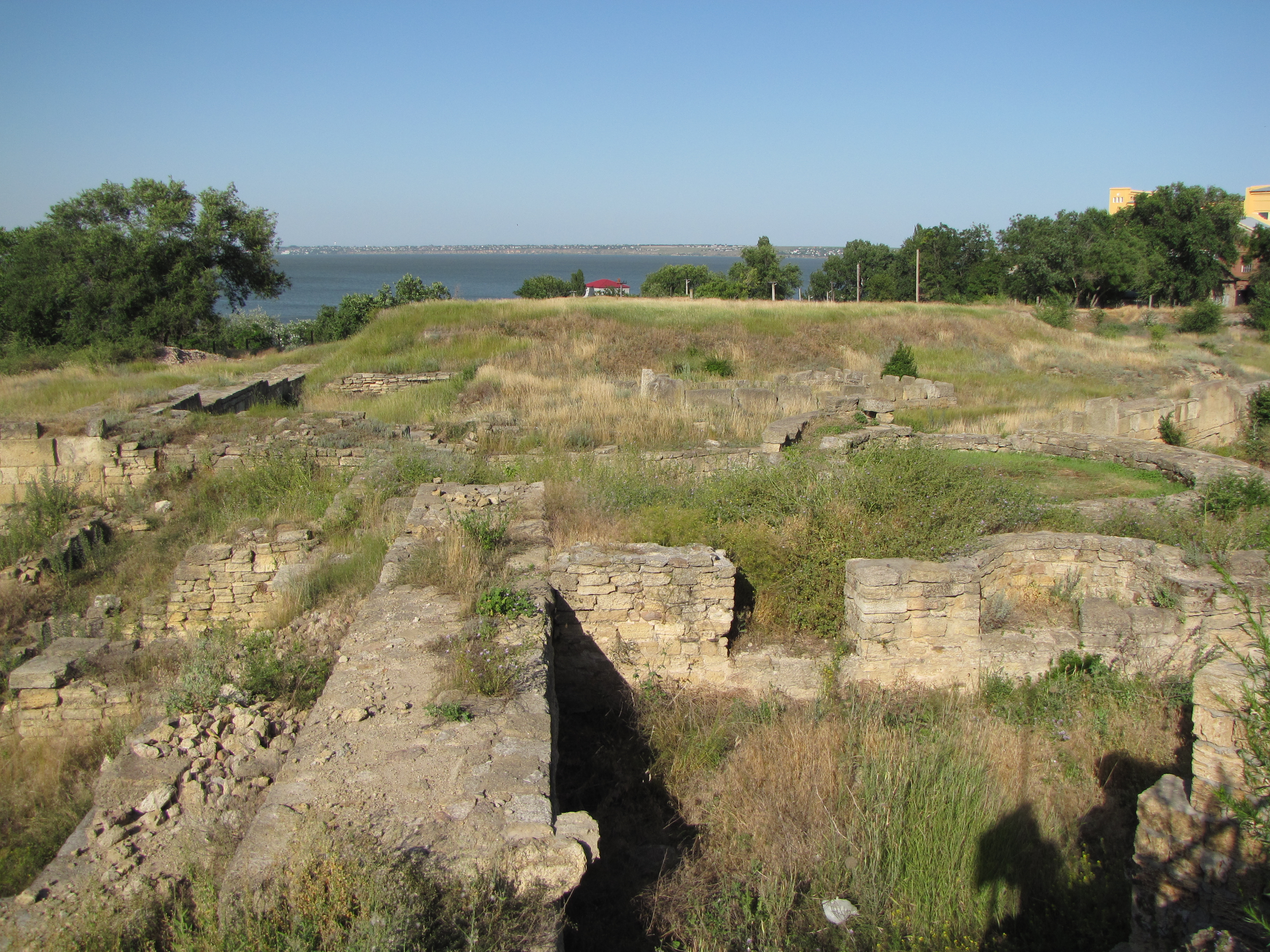
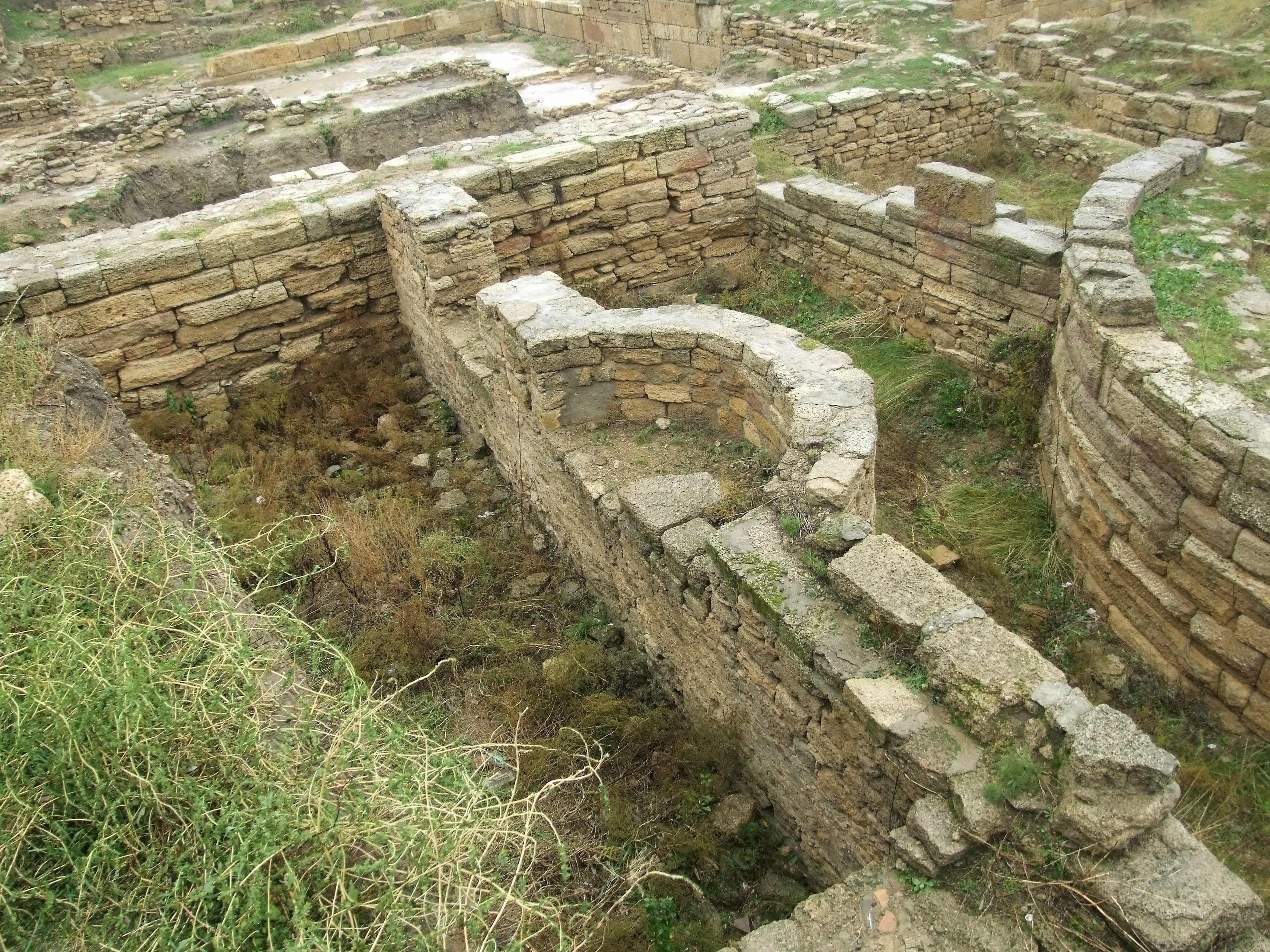
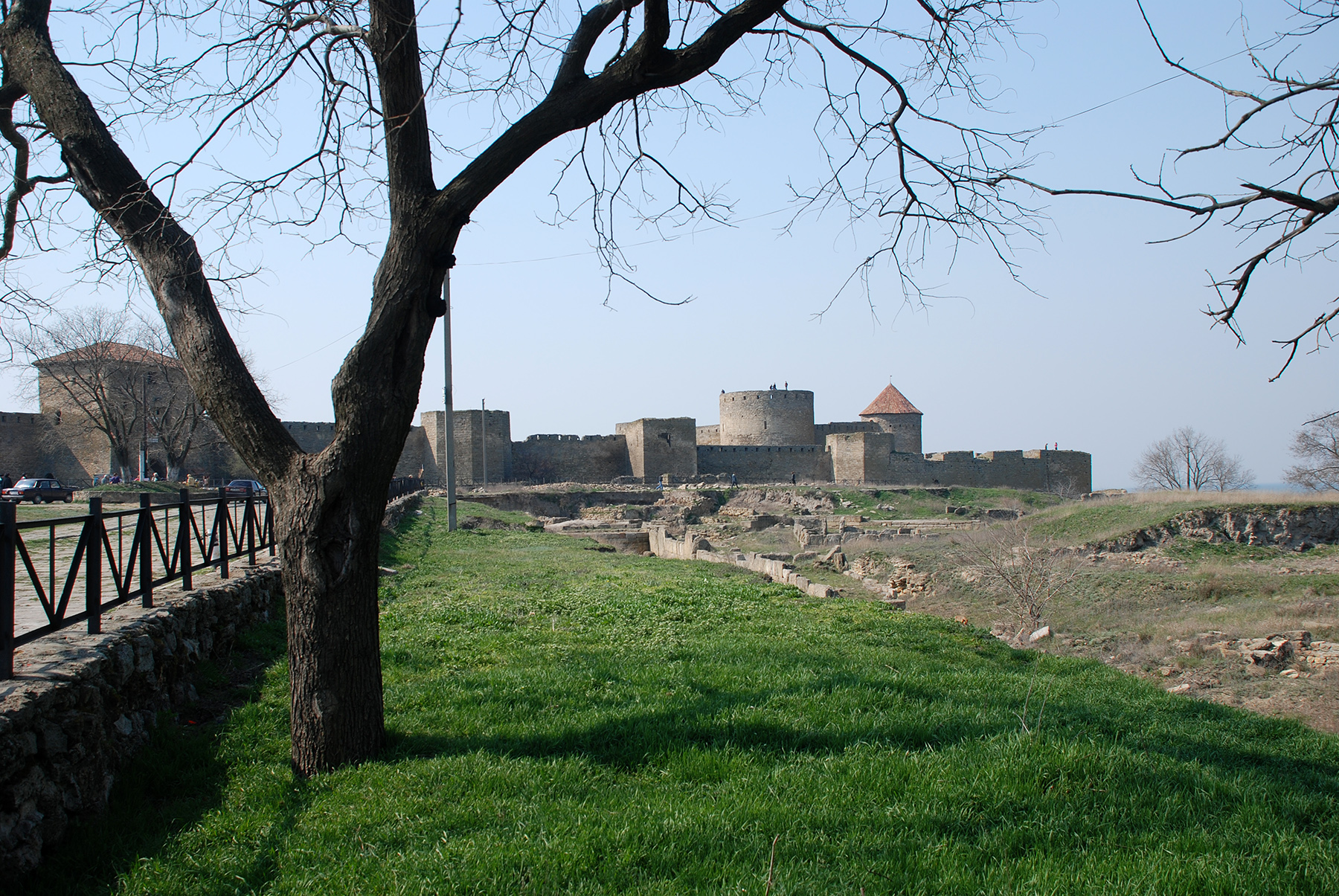
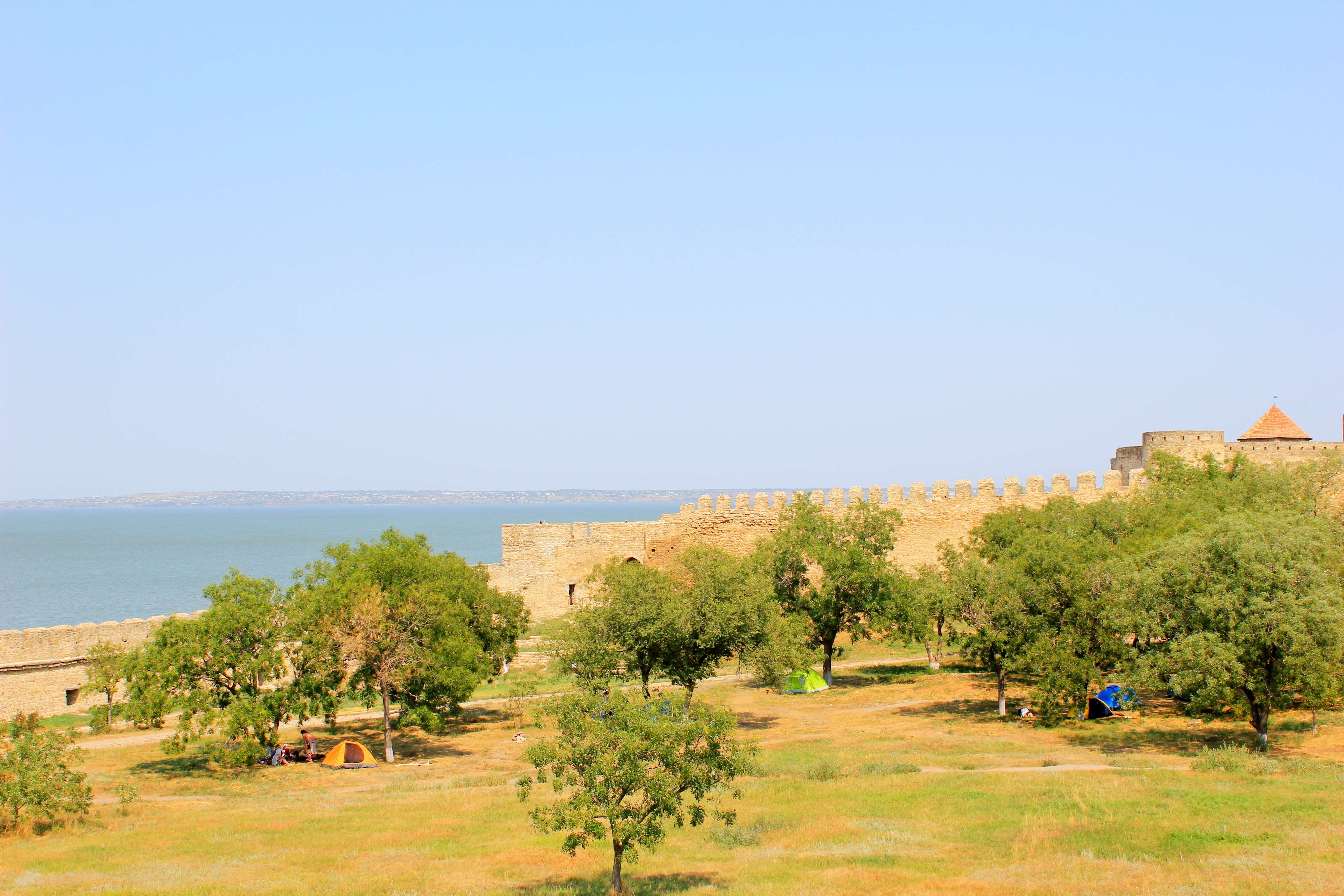

## Vezi și
- Maurocastro
- Cetatea Albă (cetate)